# Aspasia silvana
Aspasia silvana är en orkidéart som beskrevs av Fábio de Barros. Aspasia silvana ingår i släktet Aspasia och familjen orkidéer. Inga underarter finns listade i Catalogue of Life.

## Bildgalleri

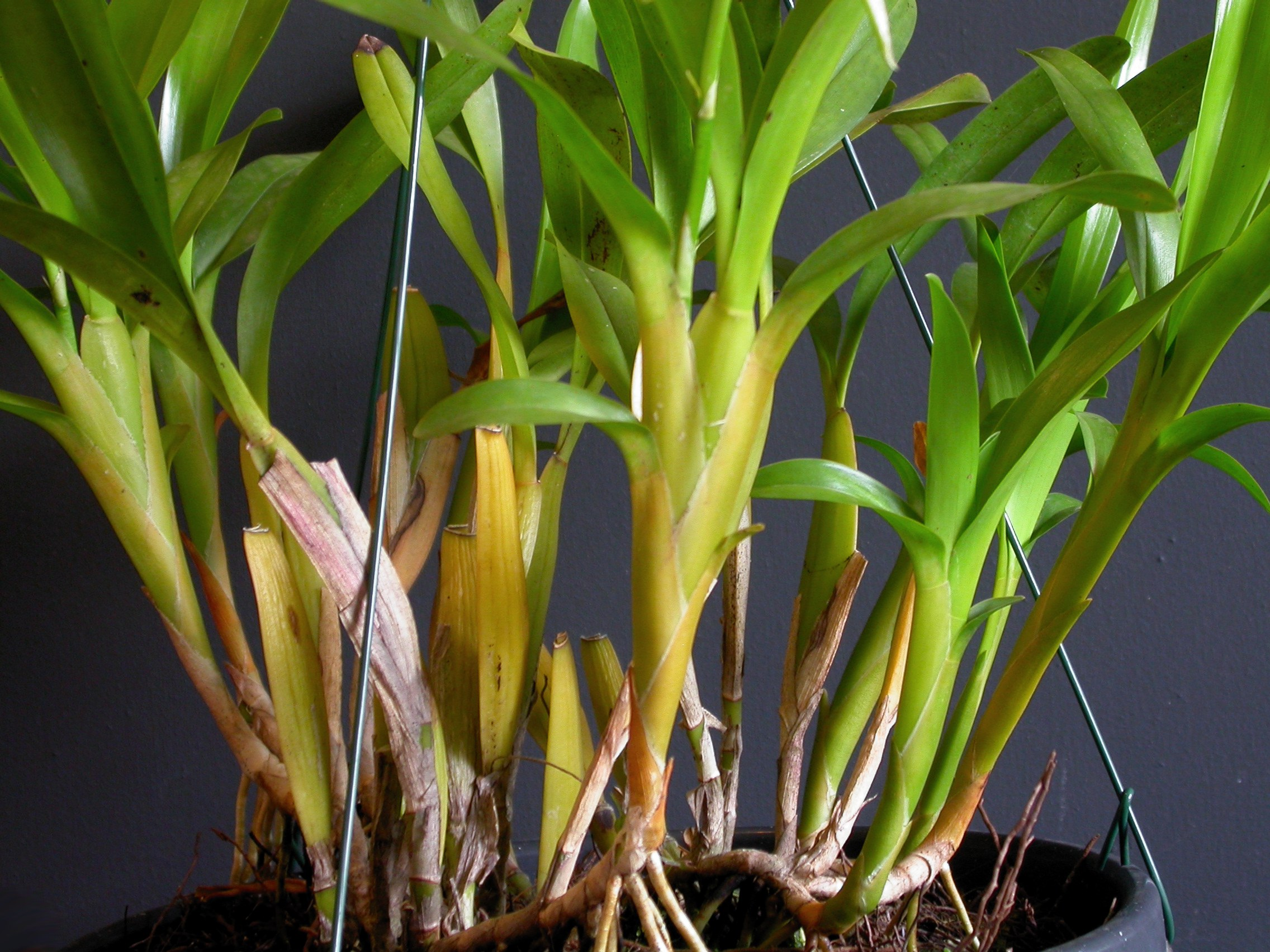